# Premio Óscar Estudiantil
El Premio Óscar Estudiantil es un galardón otorgado por la Academia de Artes y Ciencias Cinematográficas en una competencia anual exclusiva para cineastas universitarios.

## Descripción
Los premios eran conocidos originalmente como Student Film Awards y se presentaron por primera vez en 1973. Desde 1975 se han entregado anualmente, normalmente durante el mes de junio. El nombre actual se adoptó a partir de 1991.
El evento ofrece premios en cuatro categorías: alternativa (película experimental), animación, documental y narrativa. En cada categoría se pueden conceder premios de oro, plata y bronce, con subvenciones en efectivo de 5 000, 3 000 y 2 000 dólares, respectivamente, a partir de 2005. Desde 1981 se ha otorgado anualmente un premio separado a un estudiante de cine extranjero.
Varios ganadores de los premios han alcanzado logros significativos como cineastas, entre ellos Robert Zemeckis, Bob Saget, Spike Lee, Trey Parker, Pete Docter y John Lasseter. Algunas de las películas estudiantiles premiadas han sido nominadas y/o ganaron el Premio de la Academia en la categoría de mejor cortometraje, incluyendo Chicks in White Satin, The Janitor, Karl Hess: Toward Liberty, The Lunch Date, 9, Quiero ser, The Red Jacket, On the Line (Auf der Strecke), God of Love, The Confession y 4.1 Miles.